# Laurent Schwartz
Laurent Schwartz (Parigi, 5 marzo 1915 – Parigi, 4 luglio 2002) è stato un matematico francese, principalmente noto per i suoi lavori sulle distribuzioni.

## Biografia

### Famiglia

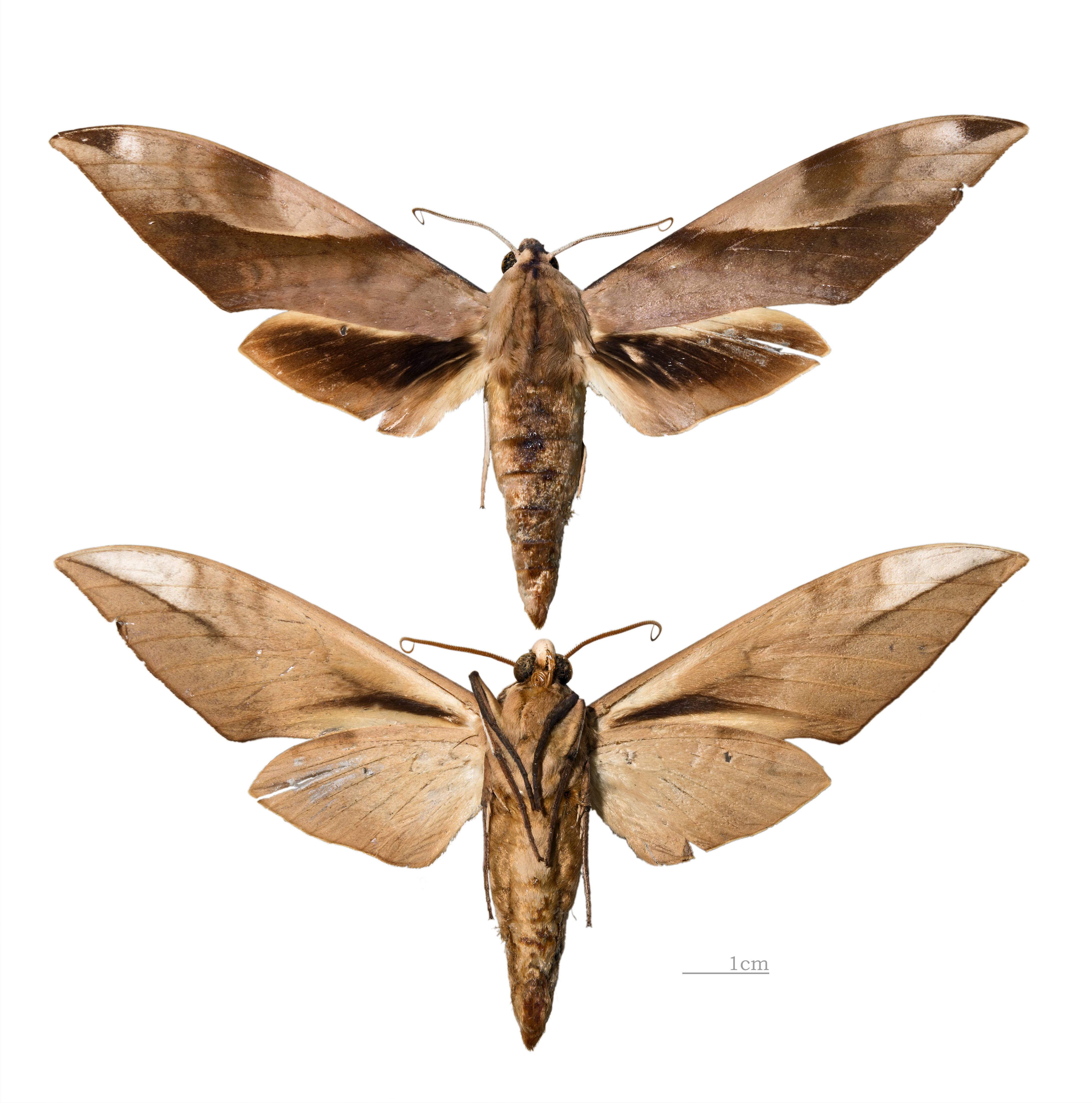
Clanis schwartzi Olotipo MHNT

Laurent Schwartz nacque in una famiglia ebrea d'origine alsaziana, impregnata di cultura scientifica: suo padre fu un rinomato chirurgo, suo zio Robert Debré il fondatore dell'Unicef e celebre pediatra, il prozio, Jacques Hadamard, un celebre matematico.
Durante la preparazione al concorso d'ingresso per l'École normale supérieure, conobbe Marie-Hélène Lévy, figlia del matematico Paul Lévy che era allora professore all'École polytechnique. Insieme ebbero due figli: Marc André, poeta e scrittore che si suicidò nel 1971 e Claudine.
Sua madre, appassionata di scienze naturali, gli trasmise il gusto per l'entomologia, una passione che ha coltivato per tutta la vita. La sua collezione di farfalle, poi donata al Muséum national d'histoire naturelle e al Museo di storia naturale di Tolosa, conteneva circa 20.000 esemplari, raccolti nei suoi numerosi viaggi. Molte erano specie da lui stesso scoperte, e portano il suo nome.

### Studi
Schwartz fu subito uno studente brillante, soprattutto in latino, greco e matematica. Un suo professore di liceo disse ai genitori "Vi diranno che vostro figlio è dotato per le lingue, ma egli si interessa di fatto solo al loro aspetto scientifico e matematico: deve diventare un matematico". Nel 1934 entrò all'École normale supérieure e nel 1937 ottenne l'agrégation in matematica.
Fece il servizio militare come ufficiale tra il 1937 e il 1939, servizio prolungato quindi di un anno durante la guerra. Diventò quindi ufficiale di riserva, e nel 1940 si recò a Tolosa. Schwartz divenne membro della Caisse nationale des sciences, l'antico CNRS. Una borsa della Michelin lo sostenne dal  1943 fino alla fine della guerra.
Schwartz si trovava isolato dalla comunità scientifica, quando fortunatamente Henri Cartan venne a Tolosa e lo invitò a Clermont-Ferrand. Il cambiamento fu provvidenziale: lì Schwartz incontrò André Weil e fu integrato nel gruppo di matematici "Nicolas Bourbaki". Fu abbastanza stimolato da completare la tesi di dottorato in due anni.

### Durante la seconda guerra mondiale
La vita di Schwartz durante la Seconda guerra mondiale fu molto movimentata. Ebreo, dovette nascondersi e cambiare identità per sfuggire alle deportazioni. Dei problemi di salute gli impedirono di raggiungere la Resistenza francese. Due studenti finirono la tesi contemporaneamente a Schwartz: Felbau, studente di Charles Ehresmann, e Gorny, rifugiato politico che lavorava con Benoît Mandelbrot. Feldau fu deportato a Auschwitz nel novembre 1943 e Gorny a Drancy. Schwartz rischiò la deportazione sia per le sue origini ebree, sia perché trozkista. Dovette nascondersi con la sua compagna e adottare una falsa identità.

### Carriera universitaria
Dopo un anno a Grenoble (1944), Schwartz raggiunse l'università di Nancy (1945) per iniziativa dei matematici Delsarte e Dieudonné. Tenne questo posto per sette anni, prolifico sia nella ricerca che nella didattica. I suoi corsi attirano studenti come J.L. Lions e Grothendieck. Passò quindi alla Sorbona nel 1952. Nel 1958 diventa professore all'École Polytechnique. Diventò membro dell'Académie des sciences nel 1975.

## Attività

### Ricerca matematica
Il 30 agosto 1950 Harald Bohr presentò Laurent Schwartz per la medaglia Fields al Congresso internazionale dei matematici di Harvard, per il suo lavoro sulle distribuzioni. Primo francese a ricevere questa ricompensa, ebbe delle difficoltà per recarsi negli Stati Uniti a causa del suo passato trotzkista.
La sua teoria chiarisce alcuni misteri della Funzione gradino di Heaviside e della Delta di Dirac, fornendo una definizione rigorosa di quest'ultima: la Delta di Dirac non è una vera e propria funzione, ma una distribuzione, un concetto da lui introdotto che generalizza sia le funzioni sia le misure. Le distribuzioni aprono le porte della teoria delle trasformate di Fourier e sono di importanza capitale per lo studio delle equazioni differenziali alle derivate parziali. Permettono di parlare di derivata anche in presenza di alcune funzioni che non sono derivabili in senso stretto. Questi concetti permettono di risolvere e unificare molti problemi in matematica, in fisica e persino in elettronica, discipline che fanno largo uso della Delta di Dirac.
Il manoscritto sull'"invenzione delle distribuzioni" è un esempio dell'abilità didattica di Schwartz. Egli raccontò di aver scoperto i principali teoremi sulle distribuzioni in una sola notte, che dichiarò essere una delle più belle della sua vita, assieme ad un'altra in cui catturò 450 farfalle.
Laurent Schwartz fu anche autore di altri lavori, nella geometria degli spazi di Banach e in probabilità. Fu inoltre un importante didatta, e riformò l'insegnamento della matematica all'École polytechnique.

### Attività politica
Schwartz fu molto attivo politicamente. Anti-colonialista e trotzkista, era convinto che la politica di "non-interventismo" della Francia svolta nel biennio 1936-38 dal governo di Léon Blum di fronte all'evoluzione del nazismo, alle purghe staliniane e alla Guerra civile spagnola fosse stata del tutto inefficace, se non pericolosa. D'altra parte, egli non vedeva nel colonialismo altro che lo sfruttamento e l'oppressione dei popoli. Inizialmente trotzkista, cambiò in seguito la sua considerazione su Trotzki (che, a suo dire, aveva "divorziato dalla realtà") e divenne indipendente, salvo per qualche anno negli anni sessanta. Rivendicò per tutta la vita il passato militante trotzkista.
Durante la guerra d'Algeria, sacrificò la ricerca per lottare contro la tortura, sistematica in quel periodo. Fu fondatore del "comitato Maurice Audin" (dal nome di un matematico algerino militante della causa anticolonialista, torturato e scomparso nel 1957). Scrisse un celebre articolo sul giornale l'Express intitolato "la révolte des universités contre la pratique de la torture par le gouvernement" (la rivolta delle università contro la pratica della tortura effettuata dal governo). Nel 1960 firmò il Manifeste des 121, un manifesto di 121 intellettuali che consigliano l'insubordinazione ai militari. Il ministro della Difesa lo fece dimettere dal posto al Politechnique, che riebbe, però, più tardi.
In seguito, militò attivamente per l'indipendenza del Vietnam e contro l'invasione sovietica dell'Afghanistan.